# هرمزد رسام
هرمزد رسام (به سریانی: ܗܪܡܙܕ ܪܣܐܡ؛ ۱۸۲۶ - ۱۶ سپتامبر ۱۹۱۰) باستانشناس، دیپلمات و جهانگرد آشوری‌تبار اهل بریتانیا بود که الواح گلی حماسه گیلگمش، کهن‌ترین حماسه بشری و همچنین استوانه مشهور به منشور حقوق بشر کوروش بزرگ را در سال ۱۸۷۹ طی کاوش‌های باستانشناسی در بین‌النهرین کشف کرد.

## زندگی‌نامه
پدرش آنتون رسام معاون کلیسای آشوری و زادهٔ موصل در امپراتوری عثمانی (عراق فعلی) و مادرش ترزا زادهٔ حلب در سوریه امروزی بودند.
او که از ۱۹ سالگی کار حفاری در بناهای تاریخی عراق و به خصوص بابل را شروع کرده بود، در جوانی راهی بریتانیا شد تا تحصیلاتش را در این کشور ادامه دهد، اما در همین مدت به استخدام مؤسسهٔ باستانشناسی بریتانیا درآمد و از این مؤسسه مأموریت گرفت تا به کشورش برگردد و تحقیقات باستانشناسی خود را در بابل ادامه دهد. در سال ۱۸۷۹، به دنبال کاوشهای گروه انگلیسی در معبد بزرگ اِسَـگیلَـه (نیایشگاه مَـردوک، خدای بزرگ بابلی) در شهر باستانی بابِـل در میان‌رودان (بین‌النهرین) استوانه‌های از گل پخته مشهور به لوح حقوق بشر کورش به دست این باستانشناس کلدانی پیدا شد که امروزه در موزه بریتانیا در شهر لندن نگهداری می‌شود.